# 410

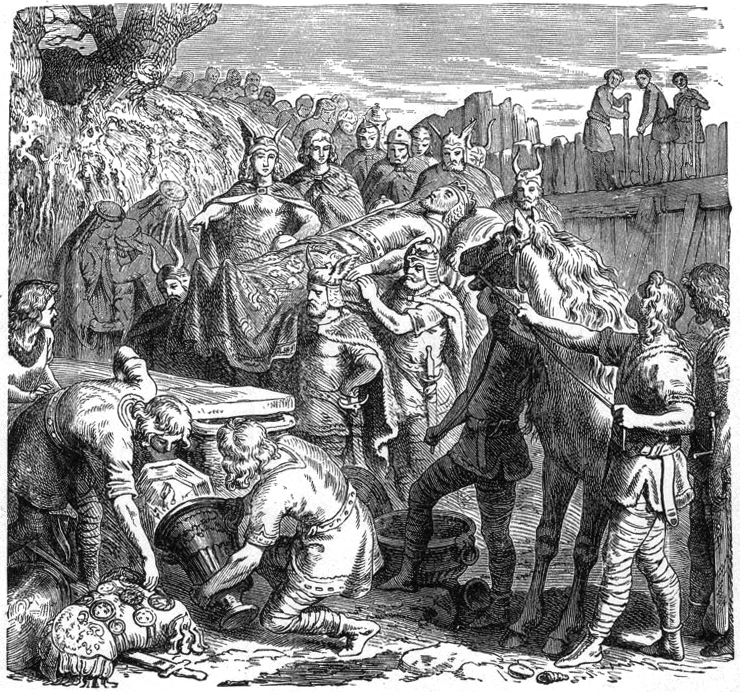
Begrafenis van koning Alarik I

Het jaar 410 is het 10e jaar in de 5e eeuw volgens de christelijke jaartelling.

## Gebeurtenissen

### Brittannië
- Keizer Honorius verwittigt in een Rescript (diplomatieke brief) aan de Romano-Britse magistraten, dat zij hun provincie zelf moeten besturen en voor de veiligheid van de steden moeten zorg dragen. Er zullen geen Romeinse troepen meer worden gestuurd. Brittannië wordt officieel onafhankelijk van het Romeinse Rijk.
- Al hetzelfde jaar nemen invallen van de Picten in East-Anglia weer toe.

### Italië
- Voorjaar - Constantijn III trekt over de Alpen en valt Ligurië (Noord-Italië) binnen. Hij moet echter zijn expeditieleger naar Gallië terugtrekken, omdat er in Spanje een opstand is uitgebroken.
- Priscus Attalus wordt als medekeizer door Alarik I afgezet, vanwege dat hij weigert een militaire campagne te steunen tegen Honorius in Africa.
- 24 augustus - De Visigoten onder leiding van Alarik I plunderen Rome. Drie dagen lang worden er in de stad vernielingen en gewelddaden aangericht. Hoewel de stad grotendeels intact blijft, is de betekenis van de val van Rome enorm. Voor het eerst sinds 390 v.Chr. wordt de oude hoofdstad weer door "barbaren" ingenomen.
- Galla Placidia, dochter van Theodosius I, wordt door de Goten gegijzeld en meegevoerd tijdens de plunderveldtocht door Midden-Italië en Gallië.
- Alarik I trekt naar Sicilië met de bedoeling naar Africa over te steken, maar overlijdt in Calabrië (Zuid-Italië) aan een hevige koorts. Hij wordt opgevolgd door zijn zwager, Athaulf, die tracht met diplomatieke middelen Honorius te verzoenen.

## Religie
- In Constantinopel wordt de eerste algemene synode van de Kerk van het Oosten (Synode van Isaak) gehouden. De bisschop van Ctesifon (huidige Irak) wordt erkend als primaat van de Katholieke Kerk, de titel staat gelijk met de metropolieten van Rome, Jeruzalem, Alexandrië en Antiochië.
- Honoratus van Arles sticht een klooster op het eiland Lerins (Frankrijk). Hij vormt een kloostergemeenschap en monniken bestuderen in afzondering het christelijk geloof.
- De Geloofsbelijdenis van Nicea-Constantinopel wordt aanvaard door de bisschoppen van Arbela, Basra, Gondesjapoer, Kirkoek en Nisibis.

## Geboren
- Severinus van Noricum, monnik en heilige (waarschijnlijke datum)

## Overleden
- Alarik I, koning van de Visigoten
- Hanzei, keizer van Japan (waarschijnlijke datum)
- Marcella (85), kloosterstichtster en heilige
- Maron, missionaris en kluizenaar
- Tyrannius Rufinus van Aquileia, schrijver en kerkvader